# Rob Rensenbrink
Pieter Robert „Rob” Rensenbrink (n. 3 iulie 1947, Amsterdam, Țările de Jos – d. 24 ianuarie 2020, Amsterdam, Țările de Jos) a fost un jucător neerlandez de fotbal care a făcut parte din echipa națională de fotbal a Țărilor de Jos dublă finalistă de Campionat Mondial în 1974 și 1978.
Născut în Amsterdam, el și-a început cariera la un club local de amatori, DWS, înainte de a se transfera la echipa belgiană Club Brugge în 1969.